# Hugo Bollen
Hugo Bollen (°1946) is een Belgische mijningenieur die het gebruiksvriendelijke knooppuntensysteem bedacht om fiets- en wandelroutes te bewegwijzeren.

## Loopbaan
Bollen, zoon van een fruitkweker, was van 1971 tot 1986 verantwoordelijk voor de ondergrondse installaties van de steenkoolmijn van Eisden. Na de sluiting werkte hij nog een drietal jaren in de mijnen van Houthalen, Beringen en Zolder. In die periode volgde Hugo Bollen een opleiding, waar hij gevoelig werd voor de bescherming van natuurwaarden en de planning van menselijke activiteiten die deze waarden kunnen beschermen.
De Limburgse reconversie, geleid door crisismanager Thyl Gheyselinck van de NV Kempische Steenkoolmijnen, zette sterk in op de ontwikkeling van een vorm van toerisme, met plannen voor de aanleg van een massief Educatie- Recreatie- en Cultuurpark (ERC), waartegen protest groeide, en dat ook in de ogen van Bollen ten koste zou gaan van de natuur. Om te tonen dat het ook anders kon, deed hij het voorstel een knooppuntennetwerk te creëren dat het natuurtoerisme in de mijnstreek zou aanwakkeren, zoals in de Veluwe. Hij mocht twee jaar in dienst blijven om de levensvatbaarheid van zijn idee aan te tonen. Het knooppuntensysteem had hij ontwikkeld doordat zijn echtgenote het beu was op elke kruising te moeten stoppen om de kaart te lezen. Een systeem van genummerde knooppunten die naar elkaar verwijzen, zou dit euvel verhelpen en had bovendien het voordeel dat fietsers niet meer gebonden waren aan een vaste route of een lus.
Bollen wist beleidsmensen te overtuigen en mocht voor het in 1990 opgerichte Regionaal Landschap Kempen en Maasland een fietsroutenetwerk uittekenen. De beoogde 350 kilometer bestond voor een groot deel uit bestaande fietspaden, jaagpaden langs de Zuidwillemsvaart en fietsroutes op oude spoorwegbeddingen, aangevuld met een vijftigtal kilometer nieuw aan te leggen verbindingsstukken. Met gewezen mijnwerkers plaatste hij de eerste borden aan het station van As richting Maaseik. Ze waren blauw omdat de Vlaamse overheid geen toestemming gaf voor groene borden. Het fietsknooppunt met cijfer 1 kwam in het dorpje Ellikom, niet ver van de Center Parcs-vestiging Erperheide. In juli 1995 ging het netwerk open. Het was van bij de aanvang een groot succes. Bollen werd van 1996 tot aan zijn pensioen directeur van het RLKM.
Om de kwaliteit te waarborgen, was het uitzicht van de bewegwijzering gedeponeerd als merk. Voor het bijplaatsen van knooppunten diende te worden voldaan aan vereisten zoals minstens 30% autovrije route en bewijzering in twee richtingen. Verdere intellectuele eigendom was er niet. De fietsknooppunten van Bollen kenden navolging in Nederland (1999), Duitsland, Wallonië en Kroatië.

## Onderscheidingen
- Paul Mijksenaar Design for Function Award (2013)
- Commandateur in de Leopoldsorde (2015)
- Eredoctoraat van de Universiteit Hasselt (2025)[4]

## Voetnoten
1. ↑  Eenvoudig idee van mijningenieur, De Standaard, 26 juli 2010. Gearchiveerd op 2 januari 2020.
2. ↑  ‘De meeste routes tekende ik uit achter een bureau’, De Standaard, 21 augustus 2017. Gearchiveerd op 2 januari 2020.
3. ↑  Hugo Bollen: Fietsroutenetwerk, wanderful.design, 11 november 2017. Gearchiveerd op 23 maart 2023.
4. ↑  Ilse Suffeleers, Bedenker fietsroutenetwerk Hugo Bollen krijgt eredoctoraat UHasselt. VRT NWS (24 maart 2025). Geraadpleegd op 24 maart 2025.